# Apocarotinoide
Apocarotinoide sind eine Stoffklasse natürlich vorkommender Polyene, bei denen es sich um oxidative Spaltprodukte von Carotinoiden handelt. Die Apocarotinoide zählen zu den Terpenoiden, bei denen die Endgruppe abgespalten und durch eine Carboxy-, Aldehyd- oder Hydroxygruppe ersetzt wird. Werden beide Endgruppen oxidativ gespalten, so handelt es sich um Diapocarotinoide.
Bekannte Beispiele für Apocarotinoide sind die Vitamin-A-Verbindungen Retinal, Retinol und Retinsäuren

Retinal
Retinol
Retinsäure

## Vorkommen
Während Carotinoide ausschließlich in höheren Pflanzen gebildet werden und in deren Blättern, Früchten, Sprossen und Wurzeln vorkommen, kommen Apocarotinoide auch in tierischen Organismen als Metabolite mit der Nahrung aufgenommener Carotinoide vor. Sie finden sich als Chromoproteine im Blutplasma, im Eidotter, in den Federn mancher Vögel wie beispielsweise den Flamingos, in der Haut von Forellen, im Fleisch einiger Fische wie den Lachsen oder Lachsforellen, sowie in den Panzern von Krebsen (Crustaceen).

## Eigenschaften
Apocarotinoide haben verschiedene Funktionen:
- Das C20-Apocarotinoid Retinal spielt eine wichtige Rolle beim Sehvorgang des Auges, insbesondere beim Farbensehen.
- Durch eine asymmetrische Spaltung von Lycopin erhält man das C24-Spaltprodukt Bixin, ein Diapocarotinoid mit einer intensiven orangen bis purpurroten Farbe das als Lebensmittelfarbstoff E 160b[4] Verwendung findet.

- Die Farbe und das Aroma von Safran entsteht vermutlich durch die enzymatische Spaltung von Zeaxanthin. Dabei entsteht aus der C40-Verbindung die farbgebende C20-Dicarbonsäure Crocetin und das C10-Spaltprodukt Safranal.

- Durch die Spaltung von Carotinoiden an den 9,10- und 9',10'-Doppelbindungen erhält man C13-Apocarotinoide, die zu den Duft- und Aromastoffen zählen. Es sind eine Vielzahl von Verbindungen mit einem Jonon-Grundgerüst bekannt, die meist blumige bis fruchtige Duftnoten aufweisen. So wird beispielsweise der Duft vieler Rosen durch Damascenone bestimmt.

- Das C15-Apocarotinoid Abscisinsäure ist ein Signalstoff, der zu den Pflanzenhormonen zählt.

## Biosynthese
Die Biosynthese der Apocarotinoide erfolgt durch carotinoidspaltende Enzyme, den Oxygenasen. Bei Menschen und Tieren erfolgt die Spaltung überwiegend mittig bei der Doppelbindung in 15–15'-Position, während die pflanzlichen Enzyme außermittig spalten. Die Carotinoidoxygenasen gehören zu den Nicht-Häm-Eisenenzymen und benötigen O2 sowie Fe2+ als Cofaktoren.